# Andreas Graf
Andreas Graf (Ebreichsdorf, 7 augustus 1985) is een Oostenrijks voormalig wielrenner. 

## Carrière
Samen met Andreas Müller vormt hij steevast het vaste Oostenrijkse duo in de ploegkoers. Zo werden ze in 2014 Europees kampioen ploegkoers. Individueel werd hij begin 2016 vice-wereldkampioen puntenkoers, dit achter de Brit Jonathan Dibben.

## Overwinningen

### Wegwielrennen
2015
1e etappe Sibiu Cycling Tour

### Baanwielrennen
| Jaar | NK                                               | EK                 | WK          | Overig                                                       |
| ---- | ------------------------------------------------ | ------------------ | ----------- | ------------------------------------------------------------ |
| 2005 | ploegkoers scratch                               |                    |             |                                                              |
| 2006 | achtervolging omnium                             |                    |             |                                                              |
| 2007 | achtervolging                                    |                    |             |                                                              |
| 2008 | ploegkoers · achtervolging puntenkoers           |                    |             |                                                              |
| 2009 | achtervolging                                    |                    |             |                                                              |
| 2010 | achtervolging                                    |                    |             | 3daagse Aigle                                                |
| 2011 |                                                  |                    |             |                                                              |
| 2012 | achtervolging                                    |                    |             |                                                              |
| 2013 | achtervolging · ploegkoers scratch · puntenkoers |                    |             | Wenen: puntenkoers                                           |
| 2014 |                                                  | ploegkoers · derny |             | Oberhausen: puntenkoers Singen: ploegkoers Wenen: ploegkoers |
| 2015 | ploegkoers puntenkoers                           |                    |             |                                                              |
| 2016 |                                                  | derny              | puntenkoers | Dudenhoven: ploegkoers                                       |
| 2019 |                                                  |                    |             | Europese Spelen: ploegkoers                                  |
| 2020 | puntenkoers ploegkoers                           |                    |             |                                                              |

Baldauf · Benetseder · Fankhauser · Graf · M.Hammerschmid · R.Hammerschmid · Hofer · Hopfgartner · Hrinkow · Meier · Müller
Bosman · Eichinger · Freiberger · Friedl · Graf · Hofer · Hrinkow · Loderer · Rapp · Schönberger